# Maraton för herrar i simning vid olympiska sommarspelen 2020
Herrarnas maraton vid olympiska sommarspelen 2020 simmades på en sträcka på 10 km i öppet vatten och avgjordes den 5 augusti 2021 vid Odaiba. Det var fjärde gången det tävlades i grenen.
Florian Wellbrock tog guld för Tyskland efter att simmat i mål på tiden 1:48.33,7. Det var mer än 25 sekunder före silvermedaljören Kristóf Rasovszky från Ungern och Gregorio Paltrinieri från Italien tog brons. Guldmedaljören från 2016, Ferry Weertman, slutade på sjunde plats.

## Resultat
| Placering | Simmare              | Nation         | Tid             | Tid bakom       | Noteringar |
| --------- | -------------------- | -------------- | --------------- | --------------- | ---------- |
| 1         | Florian Wellbrock    | Tyskland       | 1:48.33,7       |                 |            |
| 2         | Kristóf Rasovszky    | Ungern         | 1:48.59,0       | +25,3           |            |
| 3         | Gregorio Paltrinieri | Italien        | 1:49.01,1       | +27,4           |            |
| 4         | Matan Roditi         | Israel         | 1:49.24,9       | +51,2           |            |
| 5         | Athanasios Kynigakis | Grekland       | 1:49.29,2       | +55,5           |            |
| 6         | Marc-Antoine Olivier | Frankrike      | 1:50.23,0       | +1.49,3         |            |
| 7         | Ferry Weertman       | Nederländerna  | 1:51.30,8       | +2.57,1         |            |
| 8         | Michael McGlynn      | Sydafrika      | 1:51.32,7       | +2.59,0         |            |
| 9         | Hau-Li Fan           | Kanada         | 1:51.37,0       | +3.03,3         |            |
| 10        | Jordan Wilimovsky    | USA            | 1:51.40,2       | +3.06,5         |            |
| 11        | Rob Muffels          | Tyskland       | 1:53.03,3       | +4.29,6         |            |
| 12        | Kai Edwards          | Australien     | 1:53.04,0       | +4.30,3         |            |
| 13        | Taishin Minamide     | Japan          | 1:53.07,5       | +4.33,8         |            |
| 14        | Mario Sanzullo       | Italien        | 1:53.08,6       | +4.34,9         |            |
| 15        | David Farinango      | Ecuador        | 1:53.09,8       | +4.36,1         |            |
| 16        | Phillip Seidler      | Namibia        | 1:53.14,1       | +4.40,4         |            |
| 17        | Daniel Delgadillo    | Mexiko         | 1:53.14,4       | +4.40,7         |            |
| 18        | Alberto Martínez     | Spanien        | 1:53.16,4       | +4.42,7         |            |
| 19        | Kirill Abrosimov     | ROC            | 1:54.29,3       | +5.55,6         |            |
| 20        | Oussama Mellouli     | Tunisien       | 1:56.33,3       | +7.59,6         |            |
| 21        | Vitaliy Khudyakov    | Kazakstan      | 1:57.53,7       | +9.20,0         |            |
| 22        | William Yan Thorley  | Hongkong       | 1:58.33,4       | +9.59,7         |            |
| 23        | Tiago Campos         | Portugal       | 1:59.42,0       | +11.08,3        |            |
| 24        | Matěj Kozubek        | Tjeckien       | 2:01.52,1       | +13.18,4        |            |
| 25        | Hector Pardoe        | Storbritannien | Fullföljde inte | Fullföljde inte |            |
| 25        | David Aubry          | Frankrike      | Fullföljde inte | Fullföljde inte |            |